# سبیان
سبیان، روستایی از توابع بخش مرکزی شهرستان فیروزه در استان خراسان رضوی ایران است.

## جمعیت
این روستا در دهستان تخت جلگه قرار دارد و براساس سرشماری مرکز آمار ایران در سال ۱۳۸۵، جمعیت آن ۲۱۸ نفر (۶۳خانوار) بوده‌است.